# Ценгелер
Ценгелер (рум. Țengheler) — село у повіті Харгіта в Румунії. Входить до складу комуни Дітреу.
Село розташоване на відстані 273 км на північ від Бухареста, 59 км на північ від М'єркуря-Чука, 148 км на схід від Клуж-Напоки, 135 км на північ від Брашова.